# Erwin Resch
Erwin Resch (Mariapfarr, 4 marzo 1961) è un ex sciatore alpino austriaco.

## Biografia
Resch, discesista puro, ottenne il primo piazzamento di rilievo in Coppa del Mondo a Villars il 1º febbraio 1979, giungendo 15º; nella stessa stagione agli Europei juniores di Achenkirch 1979 vinse la medaglia d'oro. Il 13 dicembre 1981 salì per la prima volta sul podio in Coppa del Mondo vincendo sulla Saslong della Val Gardena; nel 1982 venne selezionato dalla Nazionale austriaca per partecipare ai Mondiali di Schladming, convocazione che onorò vincendo la medaglia di bronzo distaccato di 63 centesimi dal vincitore, il connazionale Harti Weirather, e di 15 dalla medaglia d'argento, lo svizzero Conradin Cathomen.
A Schladming ottenne anche il suo ultimo successo in Coppa del Mondo, il 4 dicembre 1983; ai successivi  XIV Giochi olimpici invernali di Sarajevo 1984, sua unica presenza olimpica, si piazzò all'11º posto e a fine stagione risultò 2º nella classifica della Coppa del Mondo di specialità, preceduto dallo svizzero Urs Räber di 3 punti. Il 25 gennaio 1987 conquistò l'ultimo podio di carriera in Coppa del Mondo, il 2º posto alle spalle dell'elvetico Pirmin Zurbriggen sulla Streif di Kitzbühel. Si ritirò dalle competizioni nel 1991; la sua ultima gara in Coppa del Mondo fu la discesa libera di Kitzbühel del 12 gennaio, dove fu 7º, mentre l'ultimo piazzamento della sua carriera fu l'8º posto ottenuto nella discesa libera disputata a Saalbach-Hinterglemm il 28 gennaio successivo e valida per la gara di combinata dei Mondiali 1991.

## Bilancio della carriera
Specialista della discesa libera, agli inizi degli anni 1980 fu uno dei componenti della forte squadra austriaca che in quel periodo dominò le discipline veloci. In carriera ottenne tre vittorie e complessivamente 32 piazzamenti nelle prime dieci posizioni in Coppa del Mondo e conquistò la medaglia di bronzo nella discesa libera ai Mondiali nell'edizione disputata a Schladming nel 1982.

## Palmarès

### Mondiali
- 1 medaglia:
  - 1 bronzo (discesa libera a Schladming 1982)

### Europei juniores
- 1 medaglia[1][2]:
  - 1 oro (discesa libera ad Achenkirch 1979)

### Coppa del Mondo
- Miglior piazzamento in classifica generale: 12º nel 1982 e nel 1984
- 13 podi (tutti in discesa libera):
  - 3 vittorie
  - 7 secondi posti
  - 3 terzi posti

#### Coppa del Mondo - vittorie
| Data             | Località    | Paese   | Specialità |
| ---------------- | ----------- | ------- | ---------- |
| 13 dicembre 1981 | Val Gardena | Italia  | DH         |
| 9 gennaio 1983   | Val-d'Isère | Francia | DH         |
| 4 dicembre 1983  | Schladming  | Austria | DH         |

Legenda:

DH = discesa libera

### Campionati austriaci
- 5 medaglie[1]:
  - 2 ori (discesa libera nel 1986; discesa libera nel 1990)
  - 3 argenti (discesa libera nel 1981; discesa libera nel 1984; discesa libera nel 1987)

### Campionati austriaci juniores
- 2 medaglie[1]:
  - 1 argento (discesa libera nel 1978)
  - 1 bronzo (discesa libera nel 1976)